# Saint-Bernard (Moselle)
Pour les articles homonymes, voir Saint-Bernard.
Saint-Bernard est une ancienne commune française du département de la Moselle en région Grand Est. Elle est associée à la commune de Piblange depuis 1973.

## Toponymie
Durant le XIXe siècle, Saint-Bernard était également connu sous l'alias de Berend.
Le village fut renommé Sankt-Bernhard durant les périodes d'annexion allemande (1871-1918 et 1940-44).
- Ramèse : Ramesa (1184), Rameser et  villa sancti Bernardi (1200), Ramesen (1384)[2].
- Remesch : Reimesch (1184), Remeische (1185), Remesche (1200)[2].

## Histoire
Le village est fondé en 1629, par la réunion de deux anciens hameaux détruits nommés Ramèse et Remesch. 

Était annexe de la paroisse d'Aboncourt. Faisait partie du bailliage de Bouzonville.
Le 1er décembre 1973, la commune de Saint-Bernard est rattachée à celle de Piblange sous le régime de la fusion-association.

## Administration
| Période                                  | Période   | Identité        | Étiquette | Qualité |
| ---------------------------------------- | --------- | --------------- | --------- | ------- |
| mars 2001                                | mars 2008 | Jacques Cordier |           |         |
| mars 2008                                |           | Claude Leclerq  |           |         |
| Les données manquantes sont à compléter. |           |                 |           |         |

## Démographie
| 1800 | 1806 | 1821 | 1836 | 1841 | 1861 | 1866 | 1872 | 1876 |
| ---- | ---- | ---- | ---- | ---- | ---- | ---- | ---- | ---- |
| 192  | 213  | 242  | 246  | 256  | 188  | 182  | 162  | 162  |

| 1881 | 1886 | 1891 | 1896 | 1901 | 1906 | 1911 | 1921 | 1926 |
| ---- | ---- | ---- | ---- | ---- | ---- | ---- | ---- | ---- |
| 150  | 118  | 107  | 109  | 103  | 409  | 108  | 96   | 88   |

| 1931 | 1936 | 1946 | 1954 | 1962 | 1968 | - | - | - |
| ---- | ---- | ---- | ---- | ---- | ---- | - | - | - |
| 90   | 99   | 101  | 87   | 54   | 49   | - | - | - |